# Alexandria (Alabama)
Pour les articles homonymes, voir Alexandria.
Alexandria est une census-designated place (CDP) située dans le comté de Calhoun, en Alabama.

## Démographie
| 2000  | 2010  |
| ----- | ----- |
| 3 692 | 3 917 |